# Cymaterus plicaticollis
Cymaterus plicaticollis là một loài bọ cánh cứng trong họ Cerambycidae.